# Aethecerus tatoi
Aethecerus tatoi är en stekelart som beskrevs av Selfa och Diller 2004. Aethecerus tatoi ingår i släktet Aethecerus och familjen brokparasitsteklar. Inga underarter finns listade i Catalogue of Life.